# David Diamante
David Diamante (8 de noviembre de 1971) es un anunciador del ring de boxeo estadounidense. Es reconocido por su trayectoria actual en DAZN, donde gracias a su trabajo ha sido catalogado como «La voz del boxeo» por BBC Sport. Es ampliamente conocido por su eslogan de marca registrada "The Fight Starts Now (¡La pelea comienza ahora!)".